# Diamină

Structura generală a unei diamine primare

O diamină este un compus organic ce conține două grupe amino -NH2. Diaminele sunt utilizate ca monomeri pentru obținerea de poliamide, poliimide și policarbamide. Termenul se referă în special la diaminele primare, care sunt cele mai reactive.

## Exemple
- Etilendiamină
- Hexametilendiamină
- Cadaverină
- Putresceină
- Fenilendiamină